# Articulaciones metatarsofalángicas
Las articulaciones metatarsofalángicas {Abreviado MTF} ([TA]: articulationes metatarsophalangeae) son de tipo condilea, ubicadas en la unión de las cabezas metatarsianas con las falanges proximales. Está reforzada por los siguientes ligamentos:
- Ligamentos metatarsofalángicos colaterales: Se extienden a ambos lados de cada articulación, pero se disponen inclinados desde la porción superior de la cabeza de cada metatarso hasta la porción inferior de la base de cada falange proximal ensanchándose en ese sentido..

- Ligamento metatarsofalángicos plantares o placas: Son engrosamientos de fibrocartílago en la región plantar de cada cápsula articular, que unen las caras plantares de la cabeza de cadad metatarsiano y la base de cada falange proximal.

- Ligamento intermetatarsiano transverso profundo: las placas adyacentes de la articulación metatarsofalángicas están unidas por ligamentos intermetatarsofalángicos que, en conjunto, forman un gran ligamento conocido como ligamento intermetatarsiano transverso profundo.

- Datos: Q184490